# 成华大学
成华大学是成立于1946年2月1日的一所私立综合大学，前身为私立光华大学成都分部。1952年并入西南财经大学，是西南财经大学的主要前身之一。

## 校史沿革

### 私立光华大学成都分部
1937年8月，日本军队进攻上海。私立光华大学正常教学收到严重影响，校长张寿镛鉴于抗战非短期内可以结束，与校董会商定，决议入川设立分校，并委托商学院院长谢霖全权办理成都分校事宜。分校于1938年3月1日正式开学，校名定为私立光华大学成都分部。1939年，学校由市内王家坝校址迁到西郊草堂寺迤西，后该地因该校的迁入而得名“光华村”。同年，为解决教职工子女就学问题，光华大学成都分部创办了光华大学附属小学。1946年，光华大学成都分部交由川省地方人士接办，更名为私立成华大学，附属中学改为私立光华小学。
光华大学成都分部院系、专业、班级的设置，都是以适应四川及抗战非常时期的需要为主。大学设有文理学院和商学院，文理学院设政治经济、土木工程、化学三系（后土木工程、化学系停办），商学院设工商管理、银行、会计三系。高级中学分普通科和商科。学校初办时，有在校生300余人，其中大学生160人；教职工73人。
1943年8月，学校发生学潮，此次学潮迫使成都分部实际负责人谢霖辞职。有研究者认为，此次学潮发生的背后原因是成都分部校董会内川省人士从以副校长谢霖为代表的旧光华人手中夺取学校控制权，因为学潮以反对学费上调为名，要求谢霖辞职，但在谢霖聘请其光华校友张登寿（时任四川大学新生院院长）担任校长一职以保证学校的传承时，有自称学生代表者阻拦其接受聘书，张登寿遂以四川大学开学无法脱身，拖延不就。10月7日，光华大学成都分部校董会召开会议议决，暂由校董向传义全权代理校务；11月1日，向传义正式接管校务并发布公告，宣布仍向每位学生收取1700元。此数字仅比谢霖制定的标准少200元，然闹事学生“俱愿遵从”，无人表示异议，学潮遂息，光华迅速恢复秩序。此次学潮后，校政大权逐渐转移到以邓锡侯、向传义为代表的地方实力派之手。
从1938年学校开办至抗日战争胜利后改名为成华大学，成都分校共培养毕业学生2352人，其中大学生（包括借读成华大学至毕业的学生）1563人，中学生670人，小学生119人。

### 私立成华大学
1945年秋抗战胜利后，光华大学上海本部立即恢复。由于当时教育部有大学不准永久设立分校的规定，又有张寿镛校长与谢霖副校长商议的“永久留川”计划，上海校董会议决定，将光华成都分部移请川省地方人士接办，并将全部校产一律奉赠。10月，川省人士公推邓锡侯为代表，表示接受，组建了新的校董会，新校董会定校名为“私立成华大学”并聘请王兆荣为第一任校长。
1945年11月，“私立光华大学成都分部”移交的决定公布后，成都分部学生对更改校名感到不满，引发学潮。12月10日，教育部次长杭立武视察成都，与学生代表商定，凡不愿改作成华大学之学生，均准在成华大学借读，将来仍由光华大学给予毕业证书，学潮遂息。  
1946年2月1日，两校办理交接手续，并设立“光华大学成都分部结束办事处”，负责光华大学成都事宜，私立光华大学学校正式成立。
1952年10月，西南军政委员会下令，改私立成华大学为公立，并与西南其他高等院校的财经专业合并，组建四川财经学院（现西南财经大学）。

### 公立成华大学
1952年10月，私立成华大学改为公立后，与西南其他高等院校财经专业合并，组建四川财经学院。

## 行政机构
校董会是学校的最高权力机构，共两届。根据《私立成华大学组织章程》，学校实行校长领导下的三级管理制。校长由校董会聘任，向校董会负责。学校共有三处两院，分别是教务处、总务处、训导处和文学院、商学院。
1949年后，学校的组织进行局部调整，训导处撤销，设立学生生活辅导委员会，增设合作事业管理委员会。

## 教育教学
成华大学的院系专业设置沿用光华大学成都分部所设的两院、六系、一科，分别是文学院下的中国文学系、外国文学系、政治学系、经济学系和商学院下的工商管理学系、会计学系、银行学系、会计专修科。1949年后，增设了哲学历史系和俄文专修科，银行学系、会计系、工商管理学系、中国文学系、外国文学系分别改为金融贸易系、统计会计系、企业管理系、中国语文学系、外国语文学系。本科学制四年，专科学制二年。
学校成立初期，春季未招生，只有不愿到上海光华大学就读的原光华大学成都分部的借读生1400人。1946年秋招收首批学生，1947年秋，学生借要求改国立学校掀起学潮，次年夏季才结束。何北衡代校长后，学校秩序才重新建立。
学校教师实行聘任制，最多时达80多人。

## 历任校长
以下为成华大学历任校长。
| 时间                   | 校长                          |
| ---------------------- | ----------------------------- |
| 1946年2月 - 1948年春   | 王兆荣                        |
| 1948年春 - 1948年秋    | 向传义（代）                  |
| 1948年秋 - 1949年末    | 何北衡（代）                  |
| 1950年春 - 1950年夏    | 黄宪章 （临时校务委员会主任） |
| 1950年夏 - 1951年7月   | 刘星垣                        |
| 1951年8月 - 1952年10月 | 彭迪先                        |

## 学校文化

### 校庆日
4月3日

### 校歌
成华大学校歌（肖松权 词 何惠仙 曲）
载歌成华 载咏成华 同声赴节 和无差
学由志进 才因学大 乐群明德 行有嘉
文学政事 工商理化 因材受业 勤有加
功明三事 理贯百家 照耀文光 遍四遐
成华 成华 成华 成华 成德达材 建我中华 
成华 成华 成华 成华 成德达才 建我中华